# Samuel Eliot (banqueiro)
Samuel Eliot era um banqueiro e empresário americano da importante família Eliot de Boston. Ele atuou como presidente do Massachusetts Bank e era um comerciante de Boston de grande sucesso, possuindo e operando o que era então o precursor das lojas de departamentos dos séculos XIX e XX. No momento de sua morte, ele acumulou uma das maiores fortunas de Boston.
Ele era descendente da família Eliot do sul da Inglaterra.
Ele nasceu de Samuel Eliot, editor e livreiro de Boston; e Elizabeth Marshall, das Índias Ocidentais.
Eliot casou-se com Elizabeth Barrell de Boston e se casou pela segunda vez em 1786 com Catherine Atkins, filha de Dudley e Sarah (née Kent) Atkins de Newburyport, Massachusetts. O segundo casamento produziu seis filhos, sendo um deles Samuel Atkins Eliot.
Ele era o avô de Samuel Eliot, Charles Eliot Norton e Charles William Eliot. Sua neta, Mary Elizabeth Bray (1810-1886), foi casada com o banqueiro de Hamburgo Johann Heinrich Gossler III (1805-1879), proprietário do Berenberg Bank e membro da dinastia bancária Berenberg-Gossler. Maria era mãe do barão Johann von Berenberg-Gossler.
Eliot fundou a cadeira de literatura grega Eliot em Harvard e foi um membro correspondente da American Philosophical Society (1768). Em 1806, ele foi eleito membro da Academia Americana de Artes e Ciências.